# LIsta de partidas da Primeira Divisão da Espanha 2016-17
Neste anexo detalham-se as partidas da cada data. A tabela resumida encontra-se no artigo principal da Primeira Divisão de Espanha 2016/17.
Os horários correspondem à CET (Hora Central Européia) UTC+1 em horário regular e UTC+2 em horário de verão.

## Resultados
Os horários correspondem à CET (Hora Central Européia) UTC 1 em horário regular e UTC 2 em Horário de verão.

### Primeiro turno
| Málaga              | 1 – 1 | Osasuna          | La Rosaleda      | 19 de agosto | 20:45 | 22.199 | Jaime Latre         | 4 | 0 |
| Deportivo La Coruña | 2 – 1 | Eibar            | Riazor           | 19 de agosto | 22:00 | 22.374 | Melero López        | 6 | 0 |
| Barcelona           | 6 – 2 | Betis            | Camp Nou         | 20 de agosto | 18:15 | 65.731 | Undiano Mallenco    | 4 | 0 |
| Granada             | 1 – 1 | Villarreal       | Los Cármenes     | 20 de agosto | 20:15 | 15.101 | Estrada Fernández   | 5 | 0 |
| Sevilla             | 6 – 4 | Espanyol         | Sánchez-Pizjuán  | 20 de agosto | 22:15 | 29.399 | González González   | 4 | 0 |
| Sporting de Gijón   | 2 – 1 | Athletic Bilbao  | El Molinón       | 21 de agosto | 18:15 | 25.340 | Clos Gómez          | 6 | 0 |
| Real Sociedad       | 0 – 3 | Real Madrid      | Anoeta           | 21 de agosto | 20:15 | 27.720 | Martínez Munuera    | 5 | 0 |
| Atlético de Madrid  | 1 – 1 | Deportivo Alavés | Vicente Calderón | 21 de agosto | 22:15 | 36.421 | Iglesias Villanueva | 4 | 0 |
| R. C. Celta de Vigo | 0 – 1 | C. D. Leganés    | Balaídos         | 22 de agosto | 20:00 | 16.578 | Munuera Montero     | 5 | 1 |
| Valencia            | 2 – 4 | Las Palmas       | Mestalla         | 22 de agosto | 22:00 | 37.144 | Vicandi Garrido     | 4 | 0 |

| Betis            | 0 – 0 | Deportivo La Coruña | Villamarín   | 26 de agosto | 20:45 | 33.172 | Clos Gómez           | 2 | 0 |
| Espanyol         | 2 – 2 | Málaga              | RCDE Stadium | 26 de agosto | 22:00 | 17.304 | Gil Manzano          | 6 | 0 |
| Eibar            | 1 – 0 | Valencia            | Ipurúa       | 27 de agosto | 18:15 | 3.576  | Hernández Hernández  | 4 | 0 |
| Osasuna          | 0 – 2 | Real Sociedad       | El Sadar     | 27 de agosto | 18:15 | 16.343 | Álvarez Izquierdo    | 3 | 0 |
| Real Madrid      | 2 – 1 | R. C. Celta de Vigo | Bernabéu     | 27 de agosto | 20:15 | 61.568 | De Burgos Bengoetxea | 2 | 0 |
| C. D. Leganés    | 0 – 0 | Atlético de Madrid  | Butarque     | 27 de agosto | 22:15 | 10.958 | Sánchez Martínez     | 4 | 0 |
| Deportivo Alavés | 0 – 0 | Sporting de Gijón   | Mendizorroza | 28 de agosto | 18:15 | 14.030 | Munuera Montero      | 2 | 0 |
| Las Palmas       | 5 – 1 | Granada             | Gran Canaria | 28 de agosto | 18:15 | 18.529 | Ocón Arráiz          | 6 | 0 |
| Athletic Bilbao  | 0 – 1 | Barcelona           | San Mamés    | 28 de agosto | 20:15 | 46.724 | Mateu Lahoz          | 9 | 0 |
| Villarreal       | 0 – 0 | Sevilla             | El Madrigal  | 28 de agosto | 22:15 | 17.530 | Del Cerro Grande     | 4 | 0 |

| Real Sociedad       | 1 – 1 | Espanyol           | Anoeta          | 9 de setembro  | 20:45 | 19.595 | Iglesias Villanueva | 6 | 0 |
| R. C. Celta de Vigo | 0 – 4 | Atlético de Madrid | Balaídos        | 10 de setembro | 13:00 | 18.100 | Jaime Latre         | 3 | 0 |
| Real Madrid         | 5 – 2 | Osasuna            | Bernabéu        | 10 de setembro | 16:00 | 64.275 | Fernández Borbalán  | 6 | 0 |
| Málaga              | 0 – 2 | Villarreal         | La Rosaleda     | 10 de setembro | 18:15 | 21.867 | Undiano Mallenco    | 3 | 0 |
| Sevilla             | 2 – 1 | Las Palmas         | Sánchez-Pizjuán | 10 de setembro | 18:15 | 34.112 | Martínez Munuera    | 8 | 0 |
| Barcelona           | 1 – 2 | Deportivo Alavés   | Camp Nou        | 10 de setembro | 20:30 | 72.303 | Melero López        | 2 | 0 |
| Sporting de Gijón   | 2 – 1 | C. D. Leganés      | El Molinón      | 11 de setembro | 12:00 | 22.364 | Vicandi Garrido     | 2 | 0 |
| Valencia            | 2 – 3 | Betis              | Mestalla        | 11 de setembro | 16:00 | 36.854 | González González   | 6 | 1 |
| Granada             | 1 – 2 | Eibar              | Los Cármenes    | 11 de setembro | 18:15 | 15.916 | Trujillo Suárez     | 2 | 1 |
| Deportivo La Coruña | 0 – 1 | Athletic Bilbao    | Riazor          | 11 de setembro | 20:30 | 22.317 | Estrada Fernández   | 5 | 0 |

| Betis               | 2 – 2 | Granada             | Villamarín       | 16 de setembro | 20:45 | 36.090 | Del Cerro Grande     | 11 | 0 |
| C. D. Leganés       | 1 – 5 | Barcelona           | Butarque         | 17 de setembro | 13:00 | 10.958 | De Burgos Bengoetxea | 6  | 0 |
| [Atlético de Madrid | 5 – 0 | Sporting de Gijón   | Vicente Calderón | 17 de setembro | 16:15 | 45.821 | Ocón Arráiz          | 2  | 0 |
| Eibar               | 1 – 1 | Sevilla             | Ipurúa           | 17 de setembro | 18:30 | 4.265  | Álvarez Izquierdo    | 2  | 2 |
| Las Palmas          | 1 – 0 | Málaga              | Gran Canaria     | 17 de setembro | 20:45 | 18.980 | Sánchez Martínez     | 4  | 0 |
| Osasuna             | 0 – 0 | R. C. Celta de Vigo | El Sadar         | 18 de setembro | 12:00 | 14.854 | Trujillo Suárez      | 5  | 0 |
| Athletic Bilbao     | 2 – 1 | Valencia            | San Mamés        | 18 de setembro | 16:15 | 40.907 | Gil Manzano          | 8  | 0 |
| Villarreal          | 2 – 1 | Real Sociedad       | El Madrigal      | 18 de setembro | 18:30 | 18.690 | Clos Gómez           | 7  | 0 |
| Espanyol            | 0 – 2 | Real Madrid         | RCDE Stadium     | 18 de setembro | 20:45 | 29.484 | Hernández Hernández  | 6  | 0 |
| Deportivo Alavés    | 0 – 0 | Deportivo La Coruña | Mendizorroza     | 19 de setembro | 20:45 | 16.840 | Martínez Munuera     | 7  | 0 |

| Málaga              | 2 – 1 | Eibar              | La Rosaleda     | 20 de setembro | 20:00 | 19.670 | Iglesias Villanueva | 6 | 0 |
| Sevilla             | 1 – 0 | Betis              | Sánchez-Pizjuán | 20 de setembro | 22:00 | 39.849 | Estrada Fernández   | 9 | 0 |
| Real Madrid         | 1 – 1 | Villarreal         | Bernabéu        | 21 de setembro | 20:00 | 67.328 | González González   | 5 | 0 |
| R. C. Celta de Vigo | 2 – 1 | Sporting de Gijón  | Balaídos        | 21 de setembro | 20:00 | 14.863 | Melero López        | 5 | 0 |
| Real Sociedad       | 4 – 1 | Las Palmas         | Anoeta          | 21 de setembro | 22:00 | 10.974 | Munuera Montero     | 3 | 1 |
| Granada             | 1 – 2 | Athletic Bilbao    | Los Cármenes    | 21 de setembro | 22:00 | 14.603 | Martínez Munuera    | 1 | 0 |
| Barcelona           | 1 – 1 | Atlético de Madrid | Camp Nou        | 21 de setembro | 22:00 | 89.421 | Fernández Borbalán  | 6 | 0 |
| Deportivo La Coruña | 1 – 2 | C. D. Leganés      | Riazor          | 22 de setembro | 20:00 | 18.466 | Undiano Mallenco    | 3 | 0 |
| Osasuna             | 1 – 2 | Espanyol           | El Sadar        | 22 de setembro | 20:00 | 14.631 | Vicandi Garrido     | 3 | 0 |
| Valencia            | 2 – 1 | Deportivo Alavés   | Mestalla        | 22 de setembro | 22:00 | 32.285 | Jaime Latre         | 6 | 0 |

| Betis              | 1 – 0 | Málaga              | Villamarín       | 23 de setembro | 20:45 | 37.038 | Álvarez Izquierdo   | 10 | 0 |
| Eibar              | 2 – 0 | Real Sociedad       | Ipurúa           | 24 de setembro | 13:00 | 4.798  | Sánchez Martínez    | 6  | 1 |
| Sporting de Gijón  | 0 – 5 | Barcelona           | El Molinón       | 24 de setembro | 16:15 | 26.098 | Del Cerro Grande    | 3  | 0 |
| Athletic Bilbao    | 3 – 1 | Sevilla             | San Mamés        | 24 de setembro | 18:30 | 42.415 | Hernández Hernández | 4  | 1 |
| Las Palmas         | 2 – 2 | Real Madrid         | Gran Canaria     | 24 de setembro | 20:45 | 22.520 | Estrada Fernández   | 5  | 0 |
| C. D. Leganés      | 1 – 2 | Valencia            | Butarque         | 25 de setembro | 12:00 | 10.622 | Fernández Borbalán  | 8  | 0 |
| Atlético de Madrid | 1 – 0 | Deportivo La Coruña | Vicente Calderón | 25 de setembro | 16:15 | 45.653 | Gil Manzano         | 5  | 0 |
| Villarreal         | 3 – 1 | Osasuna             | El Madrigal      | 25 de setembro | 18:30 | 18.319 | Ocón Arráiz         | 2  | 0 |
| Espanyol           | 0 – 2 | R. C. Celta de Vigo | RCDE Stadium     | 25 de setembro | 20:45 | 17.484 | Undiano Mallenco    | 5  | 0 |
| Deportivo Alavés   | 3 – 1 | Granada             | Mendizorroza     | 26 de setembro | 20:45 | 16.371 | González González   | 6  | 0 |

| Real Sociedad       | vs. | Betis              | Anoeta          | 30 de setembro | 20:45 |                      | Trujillo Suárez |
| Granada             | vs. | C. D. Leganés      | Los Cármenes    | 1 de outubro   | 13:00 |                      | Jaime Latre     |
| Sevilla             | vs. | Deportivo Alavés   | Sánchez-Pizjuán | 1 de outubro   | 16:15 | Mateu Lahoz          |                 |
| Osasuna             | vs. | Las Palmas         | El Sadar        | 1 de outubro   | 18:30 | Iglesias Villanueva  |                 |
| Deportivo La Coruña | vs. | Sporting de Gijón  | Riazor          | 1 de outubro   | 20:45 | De Burgos Bengoetxea |                 |
| Valencia            | vs. | Atlético de Madrid | Mestalla        | 2 de outubro   | 12:00 | Clos Gómez           |                 |
| Real Madrid         | vs. | Eibar              | Bernabéu        | 2 de outubro   | 16:25 | Martínez Munuera     |                 |
| Málaga              | vs. | Athletic Bilbao    | La Rosaleda     | 2 de outubro   | 18:30 | Del Cerro Grande     |                 |
| Espanyol            | vs. | Villarreal         | RCDE Stadium    | 2 de outubro   | 18:30 | Munuera Montero      |                 |
| R. C. Celta de Vigo | vs. | Barcelona          | Balaídos        | 2 de outubro   | 20:45 |                      | Vicandi Garrido |

| Las Palmas         | vs. | Espanyol            | Gran Canaria     | 14 de outubro | 20:45 |     | TBA |
| C. D. Leganés      | vs. | Sevilla             | Butarque         | 15 de outubro | 13:00 |     | TBA |
| Barcelona          | vs. | Deportivo La Coruña | Camp Nou         | 15 de outubro | 16:15 | TBA |     |
| Atlético de Madrid | vs. | Granada             | Vicente Calderón | 15 de outubro | 18:30 | TBA |     |
| Betis              | vs. | Real Madrid         | Villamarín       | 15 de outubro | 20:45 |     | TBA |
| Deportivo Alavés   | vs. | Málaga              | Mendizorroza     | 16 de outubro | 12:00 |     | TBA |
| Athletic Bilbao    | vs. | Real Sociedad       | San Mamés        | 16 de outubro | 16:15 | TBA |     |
| Sporting de Gijón  | vs. | Valencia            | El Molinón       | 16 de outubro | 18:30 | TBA |     |
| Villarreal         | vs. | R. C. Celta de Vigo | El Madrigal      | 16 de outubro | 20:45 | TBA |     |
| Eibar              | vs. | Osasuna             | Ipurúa           | 17 de outubro | 20:45 | TBA |     |

| Osasuna             | vs. | Betis               | El Sadar        | 21 de outubro | 20:45 |     | TBA |
| Espanyol            | vs. | Eibar               | RCDE Stadium    | 22 de outubro | 13:00 |     | TBA |
| Valencia            | vs. | Barcelona           | Mestalla        | 22 de outubro | 16:15 | TBA |     |
| Real Sociedad       | vs. | Deportivo Alavés    | Anoeta          | 22 de outubro | 18:30 | TBA |     |
| Granada             | vs. | Sporting de Gijón   | Los Cármenes    | 22 de outubro | 20:45 | TBA |     |
| R. C. Celta de Vigo | vs. | Deportivo La Coruña | Balaídos        | 23 de outubro | 12:00 | TBA |     |
| Sevilla             | vs. | Atlético de Madrid  | Sánchez-Pizjuán | 23 de outubro | 16:15 | TBA |     |
| Málaga              | vs. | C. D. Leganés       | La Rosaleda     | 23 de outubro | 18:30 | TBA |     |
| Villarreal          | vs. | Las Palmas          | El Madrigal     | 23 de outubro | 18:30 | TBA |     |
| Real Madrid         | vs. | Athletic Bilbao     | Bernabéu        | 23 de outubro | 20:45 |     | TBA |

| C. D. Leganés       | vs. | Real Sociedad       | Butarque         | 28 de outubro | 20:45 |     | TBA |
| Sporting de Gijón   | vs. | Sevilla             | El Molinón       | 29 de outubro | 13:00 |     | TBA |
| Deportivo Alavés    | vs. | Real Madrid         | Mendizorroza     | 29 de outubro | 16:15 | TBA |     |
| Atlético de Madrid  | vs. | Málaga              | Vicente Calderón | 29 de outubro | 18:30 | TBA |     |
| Barcelona           | vs. | Granada             | Camp Nou         | 29 de outubro | 20:45 |     | TBA |
| Eibar               | vs. | Villarreal          | Ipurúa           | 30 de outubro | 12:00 |     | TBA |
| Athletic Bilbao     | vs. | Osasuna             | San Mamés        | 30 de outubro | 16:15 | TBA |     |
| Betis               | vs. | Espanyol            | Villamarín       | 30 de outubro | 18:30 | TBA |     |
| Las Palmas          | vs. | R. C. Celta de Vigo | Gran Canaria     | 30 de outubro | 20:45 | TBA |     |
| Deportivo La Coruña | vs. | Valencia            | Riazor           | 31 de outubro | 20:45 | TBA |     |

| Las Palmas          | vs. | Eibar               | Gran Canaria    | TBA | TBA | TBA | TBA |
| Villarreal          | vs. | Betis               | El Madrigal     | TBA | TBA | TBA | TBA |
| Espanyol            | vs. | Athletic Bilbao     | RCDE Stadium    | TBA | TBA | TBA | TBA |
| Osasuna             | vs. | Deportivo Alavés    | El Sadar        | TBA | TBA | TBA | TBA |
| Real Madrid         | vs. | C. D. Leganés       | Bernabéu        | TBA | TBA | TBA | TBA |
| Real Sociedad       | vs. | Atlético de Madrid  | Anoeta          | TBA | TBA | TBA | TBA |
| Málaga              | vs. | Sporting de Gijón   | La Rosaleda     | TBA | TBA | TBA | TBA |
| Sevilla             | vs. | Barcelona           | Sánchez-Pizjuán | TBA | TBA | TBA | TBA |
| Granada             | vs. | Deportivo La Coruña | Los Cármenes    | TBA | TBA | TBA | TBA |
| R. C. Celta de Vigo | vs. | Valencia            | Balaídos        | TBA | TBA | TBA | TBA |

| Eibar               | vs. | R. C. Celta de Vigo | Ipurúa           | TBA | TBA | TBA | TBA |
| Betis               | vs. | Las Palmas          | Villamarín       | TBA | TBA | TBA | TBA |
| Deportivo Alavés    | vs. | Espanyol            | Mendizorroza     | TBA | TBA | TBA | TBA |
| Athletic Bilbao     | vs. | Villarreal          | San Mamés        | TBA | TBA | TBA | TBA |
| C. D. Leganés       | vs. | Osasuna             | Butarque         | TBA | TBA | TBA | TBA |
| Atlético de Madrid  | vs. | Real Madrid         | Vicente Calderón | TBA | TBA | TBA | TBA |
| Sporting de Gijón   | vs. | Real Sociedad       | El Molinón       | TBA | TBA | TBA | TBA |
| Barcelona           | vs. | Málaga              | Camp Nou         | TBA | TBA | TBA | TBA |
| Deportivo La Coruña | vs. | Sevilla             | Riazor           | TBA | TBA | TBA | TBA |
| Valencia            | vs. | Granada             | Mestalla         | TBA | TBA | TBA | TBA |

| R. C. Celta de Vigo |  | Granada             | Balaídos        | TBA | TBA | TBA | TBA |
| Villarreal          |  | Deportivo Alavés    | El Madrigal     | TBA | TBA | TBA | TBA |
| Las Palmas          |  | Athletic Bilbao     | Gran Canaria    | TBA | TBA | TBA | TBA |
| Málaga              |  | Deportivo La Coruña | La Rosaleda     | TBA | TBA | TBA | TBA |
| Sevilla             |  | Valencia            | Sánchez-Pizjuán | TBA | TBA | TBA | TBA |
| Eibar               |  | Betis               | Ipurúa          | TBA | TBA | TBA | TBA |
| Osasuna             |  | Atlético de Madrid  | El Sadar        | TBA | TBA | TBA | TBA |
| Espanyol            |  | C. D. Leganés       | RCDE Stadium    | TBA | TBA | TBA | TBA |
| Real Madrid         |  | Sporting de Gijón   | Bernabéu        | TBA | TBA | TBA | TBA |
| Real Sociedad       |  | Barcelona           | Anoeta          | TBA | TBA | TBA | TBA |

| Deportivo La Coruña |  | Real Sociedad       | Riazor           | TBA | TBA | TBA | TBA |
| Athletic Bilbao     |  | Eibar               | San Mamés        | TBA | TBA | TBA | TBA |
| C. D. Leganés       |  | Villarreal          | Butarque         | TBA | TBA | TBA | TBA |
| Betis               |  | R. C. Celta de Vigo | Villamarín       | TBA | TBA | TBA | TBA |
| Deportivo Alavés    |  | Las Palmas          | Mendizorroza     | TBA | TBA | TBA | TBA |
| Valencia            |  | Málaga              | Mestalla         | TBA | TBA | TBA | TBA |
| Barcelona           |  | Real Madrid         | Camp Nou         | TBA | TBA | TBA | TBA |
| Granada             |  | Sevilla             | Los Cármenes     | TBA | TBA | TBA | TBA |
| Sporting de Gijón   |  | Osasuna             | El Molinón       | TBA | TBA | TBA | TBA |
| Atlético de Madrid  |  | Espanyol            | Vicente Calderón | TBA | TBA | TBA | TBA |

| Villarreal          |  | Atlético de Madrid  | El Madrigal  | TBA | TBA | TBA | TBA |
| Real Madrid         |  | Deportivo La Coruña | Bernabéu     | TBA | TBA | TBA | TBA |
| Betis               |  | Athletic Bilbao     | Villamarín   | TBA | TBA | TBA | TBA |
| Eibar               |  | Deportivo Alavés    | Ipurúa       | TBA | TBA | TBA | TBA |
| R. C. Celta de Vigo |  | Sevilla             | Balaídos     | TBA | TBA | TBA | TBA |
| Málaga              |  | Granada             | La Rosaleda  | TBA | TBA | TBA | TBA |
| Real Sociedad       |  | Valencia            | Anoeta       | TBA | TBA | TBA | TBA |
| Osasuna             |  | Barcelona           | El Sadar     | TBA | TBA | TBA | TBA |
| Espanyol            |  | Sporting de Gijón   | RCDE Stadium | TBA | TBA | TBA | TBA |
| Las Palmas          |  | C. D. Leganés       | Gran Canaria | TBA | TBA | TBA | TBA |

| Athletic Bilbao     |  | R. C. Celta de Vigo | San Mamés        | TBA | TBA | TBA | TBA |
| Valencia            |  | Real Madrid         | Mestalla         | TBA | TBA | TBA | TBA |
| Atlético de Madrid  |  | Las Palmas          | Vicente Calderón | TBA | TBA | TBA | TBA |
| Deportivo Alavés    |  | Betis               | Mendizorroza     | TBA | TBA | TBA | TBA |
| Sevilla             |  | Málaga              | Sánchez-Pizjuán  | TBA | TBA | TBA | TBA |
| Granada             |  | Real Sociedad       | Los Cármenes     | TBA | TBA | TBA | TBA |
| C. D. Leganés       |  | Eibar               | Butarque         | TBA | TBA | TBA | TBA |
| Barcelona           |  | Espanyol            | Camp Nou         | TBA | TBA | TBA | TBA |
| Sporting de Gijón   |  | Villarreal          | El Molinón       | TBA | TBA | TBA | TBA |
| Deportivo La Coruña |  | Osasuna             | Riazor           | TBA | TBA | TBA | TBA |

| Athletic Bilbao     |  | Deportivo Alavés    | San Mamés    | TBA | TBA | TBA | TBA |
| Betis               |  | C. D. Leganés       | Villamarín   | TBA | TBA | TBA | TBA |
| Eibar               |  | Atlético de Madrid  | Ipurúa       | TBA | TBA | TBA | TBA |
| Las Palmas          |  | Sporting de Gijón   | Gran Canaria | TBA | TBA | TBA | TBA |
| Villarreal          |  | Barcelona           | El Madrigal  | TBA | TBA | TBA | TBA |
| Espanyol            |  | Deportivo La Coruña | RCDE Stadium | TBA | TBA | TBA | TBA |
| Osasuna             |  | Valencia            | El Sadar     | TBA | TBA | TBA | TBA |
| Real Madrid         |  | Granada             | Bernabéu     | TBA | TBA | TBA | TBA |
| Real Sociedad       |  | Sevilla             | Anoeta       | TBA | TBA | TBA | TBA |
| R. C. Celta de Vigo |  | Málaga              | Balaídos     | TBA | TBA | TBA | TBA |

| Equipo local |  | Equipo visitante | Estadio | TBA | TBA | TBA | TBA |
| Equipo local |  | Equipo visitante | Estadio | TBA | TBA | TBA | TBA |
| Equipo local |  | Equipo visitante | Estadio | TBA | TBA | TBA | TBA |
| Equipo local |  | Equipo visitante | Estadio | TBA | TBA | TBA | TBA |
| Equipo local |  | Equipo visitante | Estadio | TBA | TBA | TBA | TBA |
| Equipo local |  | Equipo visitante | Estadio | TBA | TBA | TBA | TBA |
| Equipo local |  | Equipo visitante | Estadio | TBA | TBA | TBA | TBA |
| Equipo local |  | Equipo visitante | Estadio | TBA | TBA | TBA | TBA |
| Equipo local |  | Equipo visitante | Estadio | TBA | TBA | TBA | TBA |
| Equipo local |  | Equipo visitante | Estadio | TBA | TBA | TBA | TBA |

| Equipo local |  | Equipo visitante | Estadio | TBA | TBA | TBA | TBA |
| Equipo local |  | Equipo visitante | Estadio | TBA | TBA | TBA | TBA |
| Equipo local |  | Equipo visitante | Estadio | TBA | TBA | TBA | TBA |
| Equipo local |  | Equipo visitante | Estadio | TBA | TBA | TBA | TBA |
| Equipo local |  | Equipo visitante | Estadio | TBA | TBA | TBA | TBA |
| Equipo local |  | Equipo visitante | Estadio | TBA | TBA | TBA | TBA |
| Equipo local |  | Equipo visitante | Estadio | TBA | TBA | TBA | TBA |
| Equipo local |  | Equipo visitante | Estadio | TBA | TBA | TBA | TBA |
| Equipo local |  | Equipo visitante | Estadio | TBA | TBA | TBA | TBA |
| Equipo local |  | Equipo visitante | Estadio | TBA | TBA | TBA | TBA |

### Segundo turno
| Equipo local |  | Equipo visitante | Estadio | TBA | TBA | TBA | TBA |
| Equipo local |  | Equipo visitante | Estadio | TBA | TBA | TBA | TBA |
| Equipo local |  | Equipo visitante | Estadio | TBA | TBA | TBA | TBA |
| Equipo local |  | Equipo visitante | Estadio | TBA | TBA | TBA | TBA |
| Equipo local |  | Equipo visitante | Estadio | TBA | TBA | TBA | TBA |
| Equipo local |  | Equipo visitante | Estadio | TBA | TBA | TBA | TBA |
| Equipo local |  | Equipo visitante | Estadio | TBA | TBA | TBA | TBA |
| Equipo local |  | Equipo visitante | Estadio | TBA | TBA | TBA | TBA |
| Equipo local |  | Equipo visitante | Estadio | TBA | TBA | TBA | TBA |
| Equipo local |  | Equipo visitante | Estadio | TBA | TBA | TBA | TBA |

| Equipo local |  | Equipo visitante | Estadio | TBA | TBA | TBA | TBA |
| Equipo local |  | Equipo visitante | Estadio | TBA | TBA | TBA | TBA |
| Equipo local |  | Equipo visitante | Estadio | TBA | TBA | TBA | TBA |
| Equipo local |  | Equipo visitante | Estadio | TBA | TBA | TBA | TBA |
| Equipo local |  | Equipo visitante | Estadio | TBA | TBA | TBA | TBA |
| Equipo local |  | Equipo visitante | Estadio | TBA | TBA | TBA | TBA |
| Equipo local |  | Equipo visitante | Estadio | TBA | TBA | TBA | TBA |
| Equipo local |  | Equipo visitante | Estadio | TBA | TBA | TBA | TBA |
| Equipo local |  | Equipo visitante | Estadio | TBA | TBA | TBA | TBA |
| Equipo local |  | Equipo visitante | Estadio | TBA | TBA | TBA | TBA |

| Equipo local |  | Equipo visitante | Estadio | TBA | TBA | TBA | TBA |
| Equipo local |  | Equipo visitante | Estadio | TBA | TBA | TBA | TBA |
| Equipo local |  | Equipo visitante | Estadio | TBA | TBA | TBA | TBA |
| Equipo local |  | Equipo visitante | Estadio | TBA | TBA | TBA | TBA |
| Equipo local |  | Equipo visitante | Estadio | TBA | TBA | TBA | TBA |
| Equipo local |  | Equipo visitante | Estadio | TBA | TBA | TBA | TBA |
| Equipo local |  | Equipo visitante | Estadio | TBA | TBA | TBA | TBA |
| Equipo local |  | Equipo visitante | Estadio | TBA | TBA | TBA | TBA |
| Equipo local |  | Equipo visitante | Estadio | TBA | TBA | TBA | TBA |
| Equipo local |  | Equipo visitante | Estadio | TBA | TBA | TBA | TBA |

| Equipo local |  | Equipo visitante | Estadio | TBA | TBA | TBA | TBA |
| Equipo local |  | Equipo visitante | Estadio | TBA | TBA | TBA | TBA |
| Equipo local |  | Equipo visitante | Estadio | TBA | TBA | TBA | TBA |
| Equipo local |  | Equipo visitante | Estadio | TBA | TBA | TBA | TBA |
| Equipo local |  | Equipo visitante | Estadio | TBA | TBA | TBA | TBA |
| Equipo local |  | Equipo visitante | Estadio | TBA | TBA | TBA | TBA |
| Equipo local |  | Equipo visitante | Estadio | TBA | TBA | TBA | TBA |
| Equipo local |  | Equipo visitante | Estadio | TBA | TBA | TBA | TBA |
| Equipo local |  | Equipo visitante | Estadio | TBA | TBA | TBA | TBA |
| Equipo local |  | Equipo visitante | Estadio | TBA | TBA | TBA | TBA |

| Equipo local |  | Equipo visitante | Estadio | TBA | TBA | TBA | TBA |
| Equipo local |  | Equipo visitante | Estadio | TBA | TBA | TBA | TBA |
| Equipo local |  | Equipo visitante | Estadio | TBA | TBA | TBA | TBA |
| Equipo local |  | Equipo visitante | Estadio | TBA | TBA | TBA | TBA |
| Equipo local |  | Equipo visitante | Estadio | TBA | TBA | TBA | TBA |
| Equipo local |  | Equipo visitante | Estadio | TBA | TBA | TBA | TBA |
| Equipo local |  | Equipo visitante | Estadio | TBA | TBA | TBA | TBA |
| Equipo local |  | Equipo visitante | Estadio | TBA | TBA | TBA | TBA |
| Equipo local |  | Equipo visitante | Estadio | TBA | TBA | TBA | TBA |
| Equipo local |  | Equipo visitante | Estadio | TBA | TBA | TBA | TBA |

| Equipo local |  | Equipo visitante | Estadio | TBA | TBA | TBA | TBA |
| Equipo local |  | Equipo visitante | Estadio | TBA | TBA | TBA | TBA |
| Equipo local |  | Equipo visitante | Estadio | TBA | TBA | TBA | TBA |
| Equipo local |  | Equipo visitante | Estadio | TBA | TBA | TBA | TBA |
| Equipo local |  | Equipo visitante | Estadio | TBA | TBA | TBA | TBA |
| Equipo local |  | Equipo visitante | Estadio | TBA | TBA | TBA | TBA |
| Equipo local |  | Equipo visitante | Estadio | TBA | TBA | TBA | TBA |
| Equipo local |  | Equipo visitante | Estadio | TBA | TBA | TBA | TBA |
| Equipo local |  | Equipo visitante | Estadio | TBA | TBA | TBA | TBA |
| Equipo local |  | Equipo visitante | Estadio | TBA | TBA | TBA | TBA |

| Equipo local |  | Equipo visitante | Estadio | TBA | TBA | TBA | TBA |
| Equipo local |  | Equipo visitante | Estadio | TBA | TBA | TBA | TBA |
| Equipo local |  | Equipo visitante | Estadio | TBA | TBA | TBA | TBA |
| Equipo local |  | Equipo visitante | Estadio | TBA | TBA | TBA | TBA |
| Equipo local |  | Equipo visitante | Estadio | TBA | TBA | TBA | TBA |
| Equipo local |  | Equipo visitante | Estadio | TBA | TBA | TBA | TBA |
| Equipo local |  | Equipo visitante | Estadio | TBA | TBA | TBA | TBA |
| Equipo local |  | Equipo visitante | Estadio | TBA | TBA | TBA | TBA |
| Equipo local |  | Equipo visitante | Estadio | TBA | TBA | TBA | TBA |
| Equipo local |  | Equipo visitante | Estadio | TBA | TBA | TBA | TBA |

| Equipo local |  | Equipo visitante | Estadio | TBA | TBA | TBA | TBA |
| Equipo local |  | Equipo visitante | Estadio | TBA | TBA | TBA | TBA |
| Equipo local |  | Equipo visitante | Estadio | TBA | TBA | TBA | TBA |
| Equipo local |  | Equipo visitante | Estadio | TBA | TBA | TBA | TBA |
| Equipo local |  | Equipo visitante | Estadio | TBA | TBA | TBA | TBA |
| Equipo local |  | Equipo visitante | Estadio | TBA | TBA | TBA | TBA |
| Equipo local |  | Equipo visitante | Estadio | TBA | TBA | TBA | TBA |
| Equipo local |  | Equipo visitante | Estadio | TBA | TBA | TBA | TBA |
| Equipo local |  | Equipo visitante | Estadio | TBA | TBA | TBA | TBA |
| Equipo local |  | Equipo visitante | Estadio | TBA | TBA | TBA | TBA |

| Equipo local |  | Equipo visitante | Estadio | TBA | TBA | TBA | TBA |
| Equipo local |  | Equipo visitante | Estadio | TBA | TBA | TBA | TBA |
| Equipo local |  | Equipo visitante | Estadio | TBA | TBA | TBA | TBA |
| Equipo local |  | Equipo visitante | Estadio | TBA | TBA | TBA | TBA |
| Equipo local |  | Equipo visitante | Estadio | TBA | TBA | TBA | TBA |
| Equipo local |  | Equipo visitante | Estadio | TBA | TBA | TBA | TBA |
| Equipo local |  | Equipo visitante | Estadio | TBA | TBA | TBA | TBA |
| Equipo local |  | Equipo visitante | Estadio | TBA | TBA | TBA | TBA |
| Equipo local |  | Equipo visitante | Estadio | TBA | TBA | TBA | TBA |
| Equipo local |  | Equipo visitante | Estadio | TBA | TBA | TBA | TBA |

| Equipo local |  | Equipo visitante | Estadio | TBA | TBA | TBA | TBA |
| Equipo local |  | Equipo visitante | Estadio | TBA | TBA | TBA | TBA |
| Equipo local |  | Equipo visitante | Estadio | TBA | TBA | TBA | TBA |
| Equipo local |  | Equipo visitante | Estadio | TBA | TBA | TBA | TBA |
| Equipo local |  | Equipo visitante | Estadio | TBA | TBA | TBA | TBA |
| Equipo local |  | Equipo visitante | Estadio | TBA | TBA | TBA | TBA |
| Equipo local |  | Equipo visitante | Estadio | TBA | TBA | TBA | TBA |
| Equipo local |  | Equipo visitante | Estadio | TBA | TBA | TBA | TBA |
| Equipo local |  | Equipo visitante | Estadio | TBA | TBA | TBA | TBA |
| Equipo local |  | Equipo visitante | Estadio | TBA | TBA | TBA | TBA |

| Equipo local |  | Equipo visitante | Estadio | TBA | TBA | TBA | TBA |
| Equipo local |  | Equipo visitante | Estadio | TBA | TBA | TBA | TBA |
| Equipo local |  | Equipo visitante | Estadio | TBA | TBA | TBA | TBA |
| Equipo local |  | Equipo visitante | Estadio | TBA | TBA | TBA | TBA |
| Equipo local |  | Equipo visitante | Estadio | TBA | TBA | TBA | TBA |
| Equipo local |  | Equipo visitante | Estadio | TBA | TBA | TBA | TBA |
| Equipo local |  | Equipo visitante | Estadio | TBA | TBA | TBA | TBA |
| Equipo local |  | Equipo visitante | Estadio | TBA | TBA | TBA | TBA |
| Equipo local |  | Equipo visitante | Estadio | TBA | TBA | TBA | TBA |
| Equipo local |  | Equipo visitante | Estadio | TBA | TBA | TBA | TBA |

| Equipo local |  | Equipo visitante | Estadio | TBA | TBA | TBA | TBA |
| Equipo local |  | Equipo visitante | Estadio | TBA | TBA | TBA | TBA |
| Equipo local |  | Equipo visitante | Estadio | TBA | TBA | TBA | TBA |
| Equipo local |  | Equipo visitante | Estadio | TBA | TBA | TBA | TBA |
| Equipo local |  | Equipo visitante | Estadio | TBA | TBA | TBA | TBA |
| Equipo local |  | Equipo visitante | Estadio | TBA | TBA | TBA | TBA |
| Equipo local |  | Equipo visitante | Estadio | TBA | TBA | TBA | TBA |
| Equipo local |  | Equipo visitante | Estadio | TBA | TBA | TBA | TBA |
| Equipo local |  | Equipo visitante | Estadio | TBA | TBA | TBA | TBA |
| Equipo local |  | Equipo visitante | Estadio | TBA | TBA | TBA | TBA |

| Equipo local |  | Equipo visitante | Estadio | TBA | TBA | TBA | TBA |
| Equipo local |  | Equipo visitante | Estadio | TBA | TBA | TBA | TBA |
| Equipo local |  | Equipo visitante | Estadio | TBA | TBA | TBA | TBA |
| Equipo local |  | Equipo visitante | Estadio | TBA | TBA | TBA | TBA |
| Equipo local |  | Equipo visitante | Estadio | TBA | TBA | TBA | TBA |
| Equipo local |  | Equipo visitante | Estadio | TBA | TBA | TBA | TBA |
| Equipo local |  | Equipo visitante | Estadio | TBA | TBA | TBA | TBA |
| Equipo local |  | Equipo visitante | Estadio | TBA | TBA | TBA | TBA |
| Equipo local |  | Equipo visitante | Estadio | TBA | TBA | TBA | TBA |
| Equipo local |  | Equipo visitante | Estadio | TBA | TBA | TBA | TBA |

| Equipo local |  | Equipo visitante | Estadio | TBA | TBA | TBA | TBA |
| Equipo local |  | Equipo visitante | Estadio | TBA | TBA | TBA | TBA |
| Equipo local |  | Equipo visitante | Estadio | TBA | TBA | TBA | TBA |
| Equipo local |  | Equipo visitante | Estadio | TBA | TBA | TBA | TBA |
| Equipo local |  | Equipo visitante | Estadio | TBA | TBA | TBA | TBA |
| Equipo local |  | Equipo visitante | Estadio | TBA | TBA | TBA | TBA |
| Equipo local |  | Equipo visitante | Estadio | TBA | TBA | TBA | TBA |
| Equipo local |  | Equipo visitante | Estadio | TBA | TBA | TBA | TBA |
| Equipo local |  | Equipo visitante | Estadio | TBA | TBA | TBA | TBA |
| Equipo local |  | Equipo visitante | Estadio | TBA | TBA | TBA | TBA |

| Equipo local |  | Equipo visitante | Estadio | TBA | TBA | TBA | TBA |
| Equipo local |  | Equipo visitante | Estadio | TBA | TBA | TBA | TBA |
| Equipo local |  | Equipo visitante | Estadio | TBA | TBA | TBA | TBA |
| Equipo local |  | Equipo visitante | Estadio | TBA | TBA | TBA | TBA |
| Equipo local |  | Equipo visitante | Estadio | TBA | TBA | TBA | TBA |
| Equipo local |  | Equipo visitante | Estadio | TBA | TBA | TBA | TBA |
| Equipo local |  | Equipo visitante | Estadio | TBA | TBA | TBA | TBA |
| Equipo local |  | Equipo visitante | Estadio | TBA | TBA | TBA | TBA |
| Equipo local |  | Equipo visitante | Estadio | TBA | TBA | TBA | TBA |
| Equipo local |  | Equipo visitante | Estadio | TBA | TBA | TBA | TBA |

| Equipo local |  | Equipo visitante | Estadio | TBA | TBA | TBA | TBA |
| Equipo local |  | Equipo visitante | Estadio | TBA | TBA | TBA | TBA |
| Equipo local |  | Equipo visitante | Estadio | TBA | TBA | TBA | TBA |
| Equipo local |  | Equipo visitante | Estadio | TBA | TBA | TBA | TBA |
| Equipo local |  | Equipo visitante | Estadio | TBA | TBA | TBA | TBA |
| Equipo local |  | Equipo visitante | Estadio | TBA | TBA | TBA | TBA |
| Equipo local |  | Equipo visitante | Estadio | TBA | TBA | TBA | TBA |
| Equipo local |  | Equipo visitante | Estadio | TBA | TBA | TBA | TBA |
| Equipo local |  | Equipo visitante | Estadio | TBA | TBA | TBA | TBA |
| Equipo local |  | Equipo visitante | Estadio | TBA | TBA | TBA | TBA |

| Equipo local |  | Equipo visitante | Estadio | TBA | TBA | TBA | TBA |
| Equipo local |  | Equipo visitante | Estadio | TBA | TBA | TBA | TBA |
| Equipo local |  | Equipo visitante | Estadio | TBA | TBA | TBA | TBA |
| Equipo local |  | Equipo visitante | Estadio | TBA | TBA | TBA | TBA |
| Equipo local |  | Equipo visitante | Estadio | TBA | TBA | TBA | TBA |
| Equipo local |  | Equipo visitante | Estadio | TBA | TBA | TBA | TBA |
| Equipo local |  | Equipo visitante | Estadio | TBA | TBA | TBA | TBA |
| Equipo local |  | Equipo visitante | Estadio | TBA | TBA | TBA | TBA |
| Equipo local |  | Equipo visitante | Estadio | TBA | TBA | TBA | TBA |
| Equipo local |  | Equipo visitante | Estadio | TBA | TBA | TBA | TBA |

| Equipo local |  | Equipo visitante | Estadio | TBA | TBA | TBA | TBA |
| Equipo local |  | Equipo visitante | Estadio | TBA | TBA | TBA | TBA |
| Equipo local |  | Equipo visitante | Estadio | TBA | TBA | TBA | TBA |
| Equipo local |  | Equipo visitante | Estadio | TBA | TBA | TBA | TBA |
| Equipo local |  | Equipo visitante | Estadio | TBA | TBA | TBA | TBA |
| Equipo local |  | Equipo visitante | Estadio | TBA | TBA | TBA | TBA |
| Equipo local |  | Equipo visitante | Estadio | TBA | TBA | TBA | TBA |
| Equipo local |  | Equipo visitante | Estadio | TBA | TBA | TBA | TBA |
| Equipo local |  | Equipo visitante | Estadio | TBA | TBA | TBA | TBA |
| Equipo local |  | Equipo visitante | Estadio | TBA | TBA | TBA | TBA |

| Equipo local |  | Equipo visitante | Estadio | TBA | TBA | TBA | TBA |
| Equipo local |  | Equipo visitante | Estadio | TBA | TBA | TBA | TBA |
| Equipo local |  | Equipo visitante | Estadio | TBA | TBA | TBA | TBA |
| Equipo local |  | Equipo visitante | Estadio | TBA | TBA | TBA | TBA |
| Equipo local |  | Equipo visitante | Estadio | TBA | TBA | TBA | TBA |
| Equipo local |  | Equipo visitante | Estadio | TBA | TBA | TBA | TBA |
| Equipo local |  | Equipo visitante | Estadio | TBA | TBA | TBA | TBA |
| Equipo local |  | Equipo visitante | Estadio | TBA | TBA | TBA | TBA |
| Equipo local |  | Equipo visitante | Estadio | TBA | TBA | TBA | TBA |
| Equipo local |  | Equipo visitante | Estadio | TBA | TBA | TBA | TBA |